# Mustafa Dzjemilev
Mustafa Abdülcemil Dzjemilev  (krimtatariska: Mustafa Abdülcemil Cemilev, Мустафа Абдульджемиль Джемилев, ryska: Мустафа́ Абдулджеми́ль Джеми́лев, ukrainska: Мустафа́ Абдульджемі́ль Джемі́лєв), född 13 november 1943, Ai-Serez  (nu Mizhritjtjya), Autonoma socialistiska sovjetrepubliken Krim, Ryska SFSR, Sovjetunionen, är en krimsk/ukrainsk politiker som under lång tid ansågs som folklig ledare för de 250 000 krimtatarerna, som numera leds av Refat Tjubarov. Dzjemilev sitter i Ukrainas parlament för Petro Porosjenko-blocket och satt tidigare för Folkrörelsen för Ukraina, Vårt Ukraina – Folkets självförvarsblock och Fäderneslandsförbundet.
Dzjemilev växte upp i Uzbekistan sedan krimtatarerna hade deporterat från Krim i slutet av det andra världskriget. Han återkom till Krim 1989.
Den ryska ockupationsmakten i Krim förklarade Dzjemilev för persona non grata på halvön. Dzjemilev befann sig under Krims genomförda folkomröstning 2014 i Turkiet. Där höll han sedan, efter att det preliminära resultatet av folkomröstningen offentliggjorts, en gemensam presskonferens med Turkiets utrikesminister Ahmet Davutoğlu. Dzjemilev förklarade där att Krimtatarernas mejlis (krimtatarernas högsta beslutande organ) i likhet med Turkiet betraktade folkomröstningen som olaglig och hävdade att resultatet hade manipulerats av Ryssland. Han hade innan valet uppmanad alla krimtatarer att bojkotta omröstningen.
Ryssland utfärdade 22 april 2014 ett förbud för Dzjemilev att besöka Krim i fem år för hets mot folkgrupper och extremism.